# Henrietta Howard
Pour les articles homonymes, voir Howard.
Henrietta Howard (1689 - 26 juillet 1767) est une maîtresse du roi George II de Grande-Bretagne.

## Biographie
Elle est l'une des trois filles de Henry Hobart, un gentilhomme du Norfolk, et de son épouse Elizabeth Maynard. Son père meurt en duel quand Henrietta a huit ans et sa mère meurt quatre ans plus tard, en 1701, la laissant orpheline à douze ans. Elle est ensuite la pupille de Henry Howard, 5e comte de Suffolk. Elle profite de l'occasion offerte par cette circonstance en épousant son plus jeune fils, Charles Howard, futur 9e comte de Suffolk. Le mariage a lieu à l'église de Saint-Benet, Paul's Wharf à Londres le 2 mars 1706 . Ils ont un fils, Henry Howard (10e comte de Suffolk). Le mariage est malheureux. Henrietta a épousé Charles dans le but d'assurer sa sécurité financière et sa situation sociale et dans l'intention de subvenir aux besoins de son frère ou de sa sœur, aux frais de son mari. Celui-ci discerne son intention et commence à lui en vouloir et les relations conjugales se détériorent. Charles a peut-être châtié sa femme physiquement, ce qui n'est pas inhabituel à l'époque. il a également commencé à passer moins de temps avec elle et plus de temps aux tables de jeu.
En 1714, le couple se rend à Hanovre dans l’espoir d'obtenir les faveurs du futur George Ier de Grande-Bretagne. Henrietta rencontre et devient maîtresse de son fils, le futur George II, et est nommée Dame de la chambre à coucher de son épouse, Caroline d'Ansbach. En 1723, celui qui n'est encore que Prince de Galles conclut un règlement financier avec son mari, qui fait également partie de sa Maison ,. La reine Caroline aime Henrietta et est heureuse que le roi garde une maîtresse qu'elle trouve agréable, même si elle administre occasionnellement des rebuffades à Henrietta en public. Henrietta est connue pour son esprit et son intelligence (bien qu'elle soit devenue sourde très tôt) plutôt que pour sa beauté.
Henrietta et son mari se séparent officiellement vers 1727, bien qu'il n'y ait pas eu de divorce. cela aurait nécessité l'adoption d'une loi par le Parlement, avec un examen public inévitable. Charles devient comte en 1731, permettant à Henrietta d'être titrée comtesse de Suffolk. Plus tard, après la mort de Charles Howard en 1733, Henrietta se remarie en 1735 avec l'hon. George Berkeley, fils du comte de Berkeley.

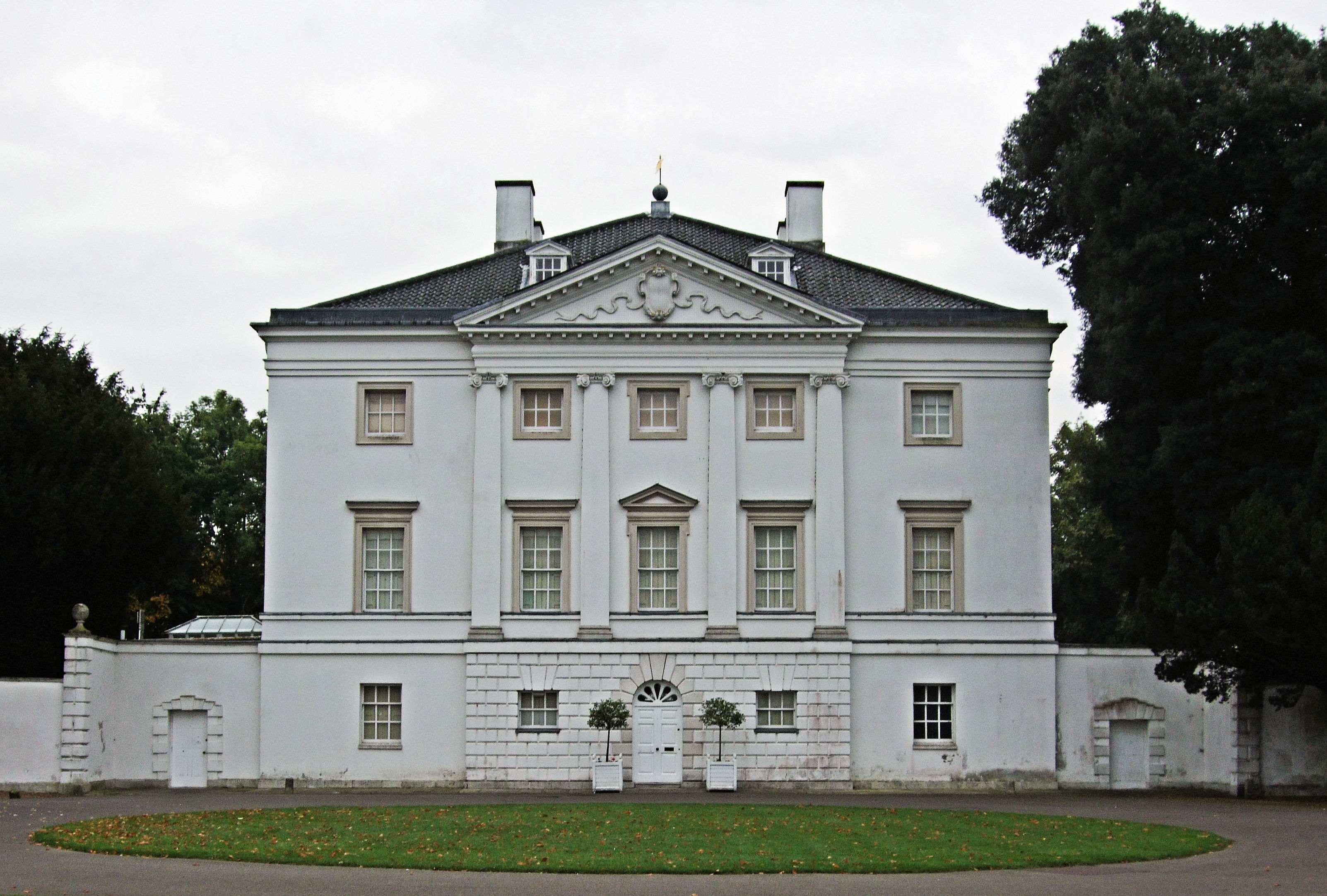
Marble Hill House, façade nord (ville), avec pilastres

Après avoir cessé d'être la maîtresse de George II, Henrietta achète un terrain sur les rives de la Tamise, après avoir reçu un très gros règlement financier du roi. Marble Hill House à Twickenham est construite pour elle sur ce site par l'architecte Roger Morris, qui collabore à sa conception avec Henry Herbert, 9e comte de Pembroke, l'un des "comtes architecte". À la mort de son second mari, en 1746, elle s’y retire définitivement. Elle forme un cercle intellectuel et compte parmi ses nombreux amis Charles Mordaunt, 3e comte de Peterborough, John Gay et Alexander Pope . Elle correspond également avec Horace Walpole (proche voisin) et Jonathan Swift.
Elle est généralement supposée être le modèle de Chloe dans La Boucle de cheveux enlevée Pope et est un personnage de Le Cœur du Midlothian de Sir Walter Scott, qui décrit fidèlement son amitié ambiguë avec la reine Caroline.